# Ерік Ламаз
Ерік Ламаз  (англ. Eric Lamaze; нар. 17 квітня 1968) — канадський вершник, олімпійський чемпіон.

## Виступи на Олімпіадах
| Олімпіада  | Дисципліна       | Місце |
| ---------- | ---------------- | ----- |
| Пекін 2008 | конкур, особисті | 1     |
| Пекін 2008 | конкур, командні | 2     |